# Taraperla johnsi
Taraperla johnsi är en bäcksländeart som beskrevs av Mclellan 2003. Taraperla johnsi ingår i släktet Taraperla och familjen Gripopterygidae. Inga underarter finns listade i Catalogue of Life.